# مجازات اعدام در لسوتو
مجازات اعدام در لسوتو از لحاظ قانونی مجاز است. با این حال، این کشور با وجود نداشتن تعلیق رسمی در اجرای حکم اعدام، از دههٔ ۱۹۹۰ میلادی تاکنون هیچ موردی از اجرای این مجازات را ثبت نکرده‌است. به همین دلیل، لسوتو در زمرهٔ کشورهای «عملاً لغوکنندهٔ مجازات اعدام» قرار می‌گیرد.

## قانون مجازات اعدام
در نظام حقوقی لسوتو، مجازات اعدام به‌عنوان کیفر اجباری برای جرایم مستوجب اعدام در نظر گرفته شده‌است، که قاضی موظف به صدور آن است مگر اینکه عوامل تخفیف‌دهنده وجود داشته باشد. با این حال، قضات لسوتویی به‌ندرت حکم اعدام صادر می‌کنند و محاکم تجدیدنظر نیز به‌طور معمول چنین احکامی را تأیید نمی‌کنند.
در سال ۲۰۲۱، تنها دو نفر در صف اعدام در کشور بودند، اگرچه در سال‌های اخیر، صف اعدام در این کشور عمدتاً خالی مانده‌است؛ دلیل آن نیز هم امتناع قضات از صدور حکم اعدام و هم عدم تأیید این احکام در دادگاه‌های تجدیدنظر بوده‌است.
با وجود اینکه لسوتو در عمل کشور لغوکنندهٔ اعدام به‌شمار می‌رود، اما به هیچ‌یک از پروتکل‌های بین‌المللی سازمان ملل در زمینهٔ لغو مجازات اعدام، از جمله میثاق بین‌المللی حقوق مدنی و سیاسی و پروتکل اختیاری دوم میثاق بین‌المللی حقوق مدنی و سیاسی که ناظر به لغو اعدام در مرزهای کشورهای عضو است، نپیوسته‌است. همچنین، لسوتو در رأی‌گیری پیرامون قطعنامه تعلیق مجازات اعدام در سازمان ملل متحد رأی ممتنع داده‌است. این کشور در تمامی چهار قطعنامه مجمع عمومی سازمان ملل دربارهٔ توقف جهانی استفاده از مجازات اعدام نیز رأی ممتنع داده و توصیه‌های شورای حقوق بشر سازمان ملل در زمینهٔ رسمی‌سازی تعلیق، لغو مجازات اعدام یا اصلاح قوانین مربوط به آن مطابق با تعهدات بین‌المللی خود را رد کرده‌است.
اعدام در لسوتو از طریق دار زدن انجام می‌شود. با این حال، لسوتو جلاد حرفه‌ای یا رسمی ندارد؛ در آخرین مورد اعدام در این کشور، مسئولان برای اجرای حکم، یک جلاد را از کشور دیگر فراخواندند.
تمامی احکام اعدام در لسوتو به‌طور خودکار به فرآیند تجدیدنظر ارجاع می‌شوند. این احکام ابتدا در دیوان عالی صادر شده و سپس در دادگاه تجدیدنظر بررسی می‌شوند. بسیار نادر است که یک حکم اعدام در این کشور پس از طی روند تجدیدنظر پابرجا بماند؛ بیشتر این احکام در تجدیدنظر لغو می‌شوند.

## تاریخچه پیش از استقلال
یکی از نمونه‌های برجستهٔ تاریخیِ مربوط به صدور حکم اعدام در لسوتو پیش از استقلال این کشور از بریتانیا به سال ۱۹۴۸ بازمی‌گردد؛ در این سال، رئیس برنگ گریفیث لروتولی، رئیس اصلی منطقه فامونگ، و رئیس گاباشانه ماسوفا، رئیس اصلی 'ماماته در منطقه برئا، به جرم ارتکاب قتل آیینی از نوع قتل دارویی یا دی‌رِتلو، به مرگ محکوم شدند. قربانی این قتل مردی به نام 'ملکه نتای بود که در تاریخ ۴ مارس ۱۹۴۸ به قتل رسید.
پس از صدور حکم اعدام در ۱۵ نوامبر ۱۹۴۸، این دو رئیس در سحرگاه ۳ اوت ۱۹۴۹ با چوبهٔ دار اعدام شدند. این اعدام‌ها در زندانی در مازرو، پایتخت لسوتو که در آن زمان باسوتولند نامیده می‌شد، انجام گرفت. این دو رئیس با همکاری چند هم‌دست قتل را مرتکب شده بودند که برخی از هم‌دستان نیز اعدام شدند.
اعدام علنی و رسانه‌ای‌شدهٔ این دو رئیس بلندپایه با این امید انجام شد که به‌عنوان عامل بازدارنده‌ای در برابر جرایم مشابه عمل کند، اما قتل‌هایی از این نوع همچنان، هرچند با فراوانی کمتر، ادامه یافتند. یکی دیگر از موارد صدور حکم اعدام پیش از استقلال در دههٔ ۱۹۵۰ رخ داد، زمانی که یک رئیس برجستهٔ دیگر به همراه هم‌دست خود، در نوامبر ۱۹۵۳ به دلیل ارتکاب قتل داروییِ مردی به نام ماکوتومانه موکاله به اعدام محکوم شدند.
در ۹ فوریه ۱۹۶۲، گروهی متشکل از هشت نفر – چهار مرد و چهار زن – دختربچه‌ای دوساله را از خانه‌اش ربوده و به روستای دیگری منتقل کردند. آن‌ها به مدت دو هفته کودک را شکنجه دادند و در نهایت به قتل رساندند. انگیزهٔ این قتل نیز تهیه دارو از بدن کودک بود. عاملان این جنایت با نام‌های تسیو لتولا، موکامیلی لتولا، متسوانا لتولا، ماسائِمونه لتولا، مافولو لتولا، تبه‌ته ماهالیزا، مامولیِکی ماهالیکا، و مالتولا لتولا شناسایی و دستگیر شدند. دادگاه عالی مازرو در تاریخ ۸ فوریه ۱۹۶۳ همهٔ این افراد را به اعدام محکوم کرد و روز بعد، در تاریخ ۵ مارس، روزنامهٔ Basutoland News خبر صدور احکام را منتشر کرد. دادگاه تجدیدنظر لسوتو نیز در ژوئن همان سال این احکام را تأیید کرد. با این حال، مشخص نیست که آیا و در چه زمانی این احکام اجرا شدند یا خیر.

## تاریخچه پس از استقلال و تحولات اخیر
لسوتو به شورای حقوق بشر سازمان ملل متحد گزارش داده است که آخرین اجرای حکم اعدام در این کشور مربوط به سال ۱۹۹۵ بوده است. فردی که اعدام شد، وِدی نکوسی نام داشت (که گاهی با نام‌های سلو نکوسی یا وِدی سلو نکوسی نیز شناخته می‌شود). پیش از اجرای حکم، وی ادعا کرد که در واقع تبعه زامبیا به نام ادوارد دونالد ندوپا است. نکوسی در زمان اعدام بین ۳۰ تا ۴۰ سال سن داشت و به جرم قتل زنی به نام ماکاموهلو تسولا در حالی که به خانه‌اش در نزدیکی مازرو نفوذ کرده، او را ربوده، مورد تجاوز جنسی قرار داده و به قتل رسانده بود، محکوم شده بود. حکم اعدام وی در تاریخ ۱۶ ژوئیه ۱۹۹۳ توسط دادگاه تجدیدنظر لسوتو تأیید شد و در تاریخ ۲۵ نوامبر ۱۹۹۵ به دار آویخته شد. در اعدام‌های قبلی، لسوتو برای اجرای حکم، جلاد را از آفریقای جنوبی وارد می‌کرد، اما در این مورد مقامات لسوتو جلاد را از زیمبابوه آوردند. همچنین یک جلاد دوم نیز برای حمایت روانی جلاد اصلی حضور داشت. یکی از شاهدان اعدام گزارش داد که مشاهده اجرای حکم باعث اختلال خواب و بروز کابوس‌های مکرر در او شده است.
در سال ۲۰۰۳، قانون جرایم جنسی، تجاوز جنسی توسط فردی که آگاهانه به ویروس نقص ایمنی انسانی (اچ‌آی‌وی) مبتلا است را به فهرست جرایم قابل مجازات با اعدام افزود. با این حال، در سال ۲۰۲۲، بخش قانون اساسی دادگاه عالی لسوتو حکم اعدام اجباری برای این جرم را مغایر با قانون اساسی تشخیص داد و آن را لغو کرد. این حکم پس از آن صادر شد که متهمی به جرم ارتکاب جرم جنسی در حالی که از وضعیت ابتلا به اچ‌آی‌وی خود آگاه بوده، محکوم شده بود. دادگاه بدوی صلاحیت صدور حکم اعدام نداشت و پرونده را به دادگاه عالی ارجاع داد، زیرا در آن زمان حکم اعدام برای این جرم اجباری بود. وکیل متهم با استناد به نقض حقوق تضمین شده در قانون اساسی لسوتو مانند «حق حیات، ممنوعیت شکنجه و رفتار یا مجازات غیرانسانی یا تحقیرآمیز، احترام به حریم خصوصی، رسیدگی منصفانه، ممنوعیت تبعیض و برابری در برابر قانون»، درخواست ابطال این قانون را ارائه داد. دادگاه عالی لسوتو در رأی خود، حکم اعدام را به کلی حذف نکرد، بلکه حکم اعدام اجباری برای این جرم را لغو و مقرر داشت که دادگاه بدوی با توجه به شرایط هر پرونده، اختیار صدور حکم مناسب را دارد.
اگرچه لسوتو به دلیل اجرای آخرین حکم اعدام در سال ۱۹۹۵ به‌عنوان کشوری با لغو حکم اعدام به صورت عملی شناخته می‌شود، اما در این کشور هیچ توقف رسمی یا تعلیق قانونی در اجرای حکم اعدام وجود ندارد.